# Epidesma redunda
Epidesma redunda là một loài bướm đêm thuộc phân họ Arctiinae, họ Erebidae.